# 豊田順子
豊田 順子（とよだ じゅんこ、1966年4月25日 - ）は元日本テレビアナウンサー。日テレイベンツ取締役、日テレ学院第4代学院長を務めた。愛称は、トヨジュン。

## 来歴・人物
埼玉県立浦和第一女子高等学校、立教大学文学部英米文学科を卒業した。大学生時代にミス立教大学、ミス岩槻に輝く。テレビ埼玉の情報番組『常盤6丁目情報局』のレポーターや撮影会のモデルとしても活動していた。
また、TBSの『クイズダービー』第648回目（1988年7月9日放送）に出場したことがある。同番組には、日本テレビ入社後の第753回目（1990年8月18日放送）にも同期の後藤俊哉と組んで出場している。 
1990年、日本テレビに入社した。同期のアナウンサーには後藤俊哉（現在は報道キャスター）、鈴木健がいる。入社当日より『スポーツジョッキー 中畑クンと徳光クン』に出演し、デビューした。主にスポーツ番組や報道番組を担当した。入社時の担当はスポーツ番組が多かったが、その後は報道番組が多くを占めるようになった。
2001年に皇太子徳仁親王妃雅子（皇后雅子）が愛子内親王を出産したことを伝える報道特番の生放送中、原稿が届かないことに取り乱して報道局のスタッフに「原稿が無いの！」と絶叫し、その後も「雅子妃雅子様・・・皇太子妃雅子様のご出産のニュースをお伝えします」と言い間違いを連発した経験から、この一件で「2度と同じ過ちを繰り返さない」と誓い、原稿がなくても自力で話せるよう、時事問題を独学している。
日本テレビだけでなく、系列局の若手アナウンサーの研修、育成も担当していた。
2010年3月29日から2011年3月25日まで『情報ライブ ミヤネ屋』のニュースコーナーを、2011年4月1日まで『NNNストレイトニュース』の平日メインキャスターを担当した。この間、2011年3月11日には東日本大震災に遭遇し、揺れる報道フロアから地震や津波に対する警戒を呼びかけた。その後、2011年度・2012年度は森富美（日本テレビアナウンサー）と入れ替わる形で『news every.サタデー』を担当し、2013年度から山下美穂子（当時日本テレビアナウンサー）と入れ替わる形で『NNNストレイトニュース』の週末版を担当してアナウンス部次長に昇任した。
私生活では、自身のライフワークとしているジョギングを生かして東京マラソン2013に出場し、完走を果たしたことをブログで明かした。
8期後輩である町田浩徳と同じく資格検定マニアでもあり、書道5段、珠算1級、秘書検定2級、2級ファイナンシャル・プランニング技能士、色彩検定3級などの資格を持っている。また、絵を描くのが趣味で、『ストレイトニュース』などのブログなどでも披露している。
大学在学中はロングヘアだったが、日本テレビ入社時に先輩アナウンサーの助言に従い、髪をバッサリ切った。それ以後、20年以上にわたってショートカットを貫いている。
大の愛猫家でもある。
2023年6月1日付の人事異動をもって人事局に異動した上で、関連会社の日テレイベンツに出向し、同日付で同社取締役および日テレ学院第4代学院長に就任した。
2025年5月31日付をもって日テレイベンツ取締役および日テレ学院第4代学院長を退任した。同年6月1日付で日本テレビ本社へ帰任するも、6月30日付で日本テレビを退職した。

## 出演

### テレビ番組
大学時代
- 常盤6丁目情報局（テレビ埼玉）

アナウンサー時代
報道・情報番組
| 期間                             | 期間                               | 番組名                            | 役職                                                | 備考                                                                                      |
| -------------------------------- | ---------------------------------- | --------------------------------- | --------------------------------------------------- | ----------------------------------------------------------------------------------------- |
| 1991年4月1日                     | 1992年3月27日                      | ルンルンあさ6生情報               | 司会                                                |                                                                                           |
| 1994年4月2日                     | 1998年9月27日                      | スポーツうるぐす                  | サポートキャスター                                  |                                                                                           |
| 1996年4月5日                     | 1997年9月26日                      | WIN                               | 番組マスコットキャラクター『とよチュン』役          |                                                                                           |
| 1998年9月28日                    | 2003年9月26日                      | NNNきょうの出来事【平日】         | サブキャスター                                      |                                                                                           |
| 2003年12月                       | 2006年9月29日                      | ズームイン!!SUPER                 | コーナーキャスター                                  |                                                                                           |
| 2004年10月2日                    | 2006年10月1日                      | NNNニュースダッシュ               | キャスター                                          | 2006年3月25日まで土曜日担当、2006年4月1日から休日（土・日曜日）担当                       |
| 2006年10月7日                    | 2010年3月27日                      | NNN Newsリアルタイムサタデー      | キャスター                                          |                                                                                           |
| 2006年10月7日                    | 2008年9月28日                      | NNNニューススポット【休日21時前】 | キャスター                                          |                                                                                           |
| 2006年10月7日                    | 2010年3月28日                      | NNNニュース【休日深夜帯】         | キャスター                                          |                                                                                           |
| 2008年8月27日                    | 2008年8月29日                      | おもいッきりイイ!!テレビ          | 丸岡いずみの代役ニュースコーナーキャスター          |                                                                                           |
| 2010年3月29日                    | 2011年4月1日                       | NNNストレイトニュース【平日】     | キャスター                                          | 番組就任以前は丸岡の代役を担当し、一時降板後は山下美穂子・森富美・古市幸子の代役も担当    |
| 2010年3月29日                    | 2011年3月25日                      | 情報ライブ ミヤネ屋               | ニュースコーナーキャスター                          | 上記の『NNNストレイトニュース』と同様、番組就任以前は丸岡の代役を担当                     |
| 2011年4月2日 および 2016年6月4日 | 2013年3月30日 および 2017年9月30日 | news every.サタデー               | キャスター                                          |                                                                                           |
| 2011年4月2日                     | 2012年3月31日                      | よい国のニュース（BS日テレ）      | ニュース担当キャスター                              |                                                                                           |
| 2012年1月5日                     | 2012年3月29日                      | イベコン                          | 番組メインキャラクター『大先輩・JUN子』役           |                                                                                           |
| 2012年2月26日                    | 2020年3月8日                       | NNNニュース・サンデー             | シフト勤務キャスター                                |                                                                                           |
| 2013年4月6日                     | 2023年5月28日                      | NNNストレイトニュース【休日】     | キャスター                                          | 2021年3月27日までは土曜日も含めて担当していたが、同年4月4日から日曜日のみに担当曜日を縮小 |
| 2013年9月30日                    | 2016年12月19日                     | 深層NEWS（BS日テレ）              | 番組コーナー『きょうのニュース・Weather』月曜日担当 |                                                                                           |
| 2016年1月10日                    | 2016年3月20日                      | 真相報道 バンキシャ!              | ニュースコーナーキャスター                          |                                                                                           |

バラエティ・特別・年末年始編成番組・その他
- スポーツジョッキー 中畑クンと徳光クン→中畑&徳光のスポーツ熱中宣言（1990年4月 - 1991年3月）
- あすの全国の天気（1992年位？不明）
- あすの天気（1993年 - 1995年位？不明）
- ナイナイの夢と笑いが丸い地球を救うのだ!!（2002年 - 2004年）※新春特番
- 女王の教室 エピソード1～堕天使～（2006年3月17日）
- NNNニュース&スポーツ（2008年12月27日・28日、2010年1月2日・3日、2012年1月1日 - 3日、2013年1月1日 - 3日、2015年12月28日 - 30日、2017年1月1日 - 3日、2018年1月1日 - 3日、2019年1月1日 - 3日）- キャスター
- biz search（2010年4月4日から2012年11月18日放送分まで、不定期で担当。）[12]
- 宝探しアドベンチャー 謎解きバトルTORE! （クイズ出題ナレーション、2012年10月 - 2013年2月、不定期特別番組版）
- ご存じですか
- 生誕100年記念 松本清張ドラマスペシャル・書道教授
- 片岡愛之助の解明!歴史捜査（BS日テレ）
- 月曜から夜ふかし（2016年3月22日 - 2021年9月）「埼玉ヘッドラインニュース」というコーナーのみ出演。
- 日テレNEWS24（不定期）

### 映画
- 学校II（1995年） - 弁論大会の司会者役
- DEATH NOTE（2006年） - ニュース原稿協力
- DEATH NOTE　the Last name（2006年） - アナウンサー役
- 20世紀少年 第1章 終わりの始まり（2008年） - アナウンサー役